# Нерезкое маскирование

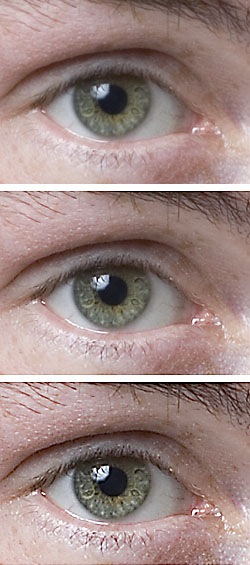
Оригинальное (необработанное) изображение (сверху);
изображение, обработанное с помощью нерезкого маскирования (по центру);
изображение с явно завышенными параметрами нерезкого маскирования (снизу) — на профессиональном жаргоне «перешарпленное»

Нере́зкое маски́рование (англ. unsharp masking) — технологический приём обработки фотографического изображения, который позволяет добиться повышения субъективной чёткости за счёт усиления контраста мелких деталей при неизменном общем контрасте. Реализован в большинстве программных продуктов для профессиональной обработки изображений. 

## Основные принципы
Принцип нерезкого маскирования изобретён во времена плёночной фотографии: в начале XX века весьма трудоёмкий процесс позволял получить тот же эффект, хотя добиться полного контроля над степенью нерезкого маскирования было несравненно сложнее, чем с использованием современных способов обработки изображений. Нерезкое маскирование не повышает резкость изображения, не может восстановить детали, потерянные на разных этапах производства изображения (при съёмке, при сканировании, при изменении размера, при полиграфическом воспроизведении), усиливает локальный контраст изображения на тех участках, где изначально присутствовали резкие изменения градаций цвета. После применения нерезкого маскирования изображение визуально воспринимается более резким. Нерезкое маскирование применяется при подготовке изображения для последующего использования, например, в полиграфии.

## В аналоговой фотографии
Изначально нерезкое маскирование применялось при фотопечати для смягчения общего контраста изображения при сохранении его детализации. Для этого с негатива на малоконтрастной фототехнической плёнке «ФТ-М», «ФТ-10» печаталась прозрачная маска в виде нерезкого дубль-позитива. Затем её совмещали с негативным изображением и производили печать на фотобумагу. В результате, общий контраст изображения снижался, но мелкие детали пропечатывались без изменения, поскольку на нерезком дубль-позитиве отсутствовали. В предельном случае при равенстве контраста негатива и дубль-позитива получается равномерно-серый отпечаток с резкими контурами изображённых предметов.
Для получения качественного отпечатка было необходимо очень точное совмещение негатива с дубль-позитивом, с трудом достижимое в малоформатном и даже среднеформатном кадре. Поэтому промежуточный позитив чаще всего печатали на большом листе фототехнической плёнки, точно совпадающем по формату с будущим отпечатком. Совмещение негативного изображения с дубль-позитивом происходило на листе фотобумаги под красным светофильтром фотоувеличителя. Прозрачная маска совмещалась по контуру с негативным изображением. Перед экспозицией светофильтр убирали, открывая доступ актиничному для фотобумаги свету. В результате при печати позитивное изображение невысокого контраста складывалось с контрастным негативным, давая более «мягкий» отпечаток с проработанными деталями. Для точного совмещения резкой маски по контуру иногда применялись перфорации у маски (плёнки) и специальные рамки со штифтами.
Контурный контраст при такой технике печати выбирался изменением соотношения контрастов негатива и промежуточной копии (маски, плёнки). Наибольший эффект достигался при высоком контрасте исходного негатива; вместо негатива мог использоваться усиленный контратип. Так же использовалась фотобумага сортов разной контрастности. Нерезкое маскирование применялось как при изготовлении чёрно-белых, так и при изготовлении цветных фотографий. В последнем случае необходимо было использовать специальную панхроматическую чёрно-белую плёнку, то есть плёнку, в равной степени чувствительную ко всем цветам.
Существует мнение, что нерезкое маскирование можно выполнить без изготовления промежуточной маски на прозрачном носителе (плёнке). Утверждается, что предварительная короткая засветка фотобумаги, при которой осуществляется экспонирование нерезкого изображения, может выполнить ту же функцию. При этом уменьшение контраста достигается принципиально так же, как при описанном выше методе, а функцию вычитания не имеющих деталей участков изображения выполняет изменение режима обработки фотобумаги (например, использование фильтров для увеличения контраста при мультиконтрастной печати).

## В цифровой фотографии

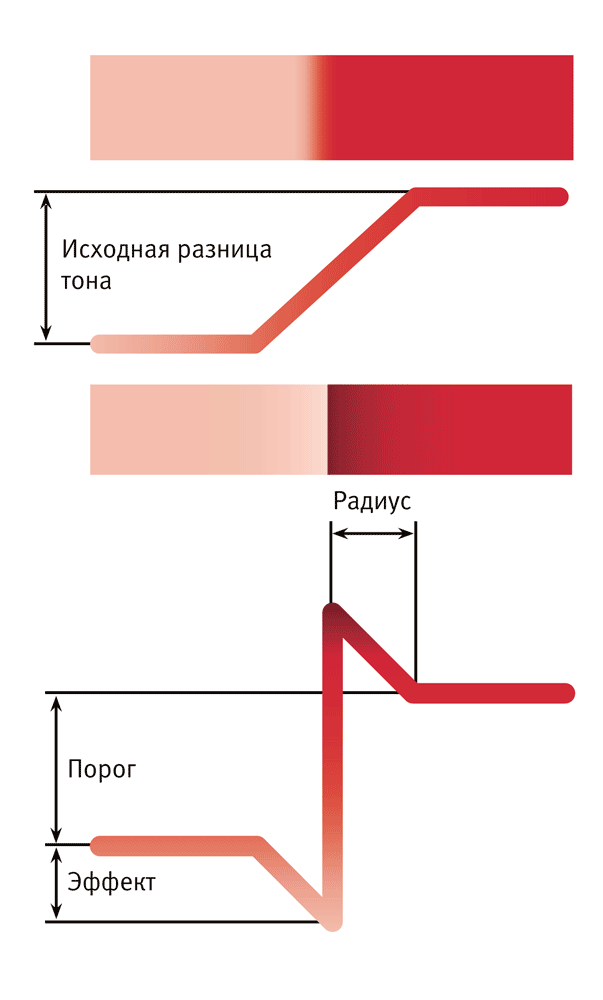
Настройки (параметры) нерезкого маскирования («эффект», «радиус», «порог») и их физический смысл

Применяемый при создании аналоговых фотографий приём нерезкого маскирования был реализован в графических редакторах, таких как Adobe Photoshop и GIMP. Сначала программа получает маску: копирует оригинальное изображение, применяет размытие к полученной копии. Затем программа сравнивает маску с оригинальным изображением. Если отличия в точке изображения превышают определённый «порог», маска вычитается из исходного изображения. В пикселях, параметры которых совпадают с маской, изменений не происходит. Параметр «порог» необходим для того, чтобы избежать усиления нежелательных деталей, таких как шум на цифровой фотографии или зерно на плёнке.
Программы обработки изображений обычно позволяют изменить следующие установки (настройки, параметры) нерезкого маскирования:
- эффект (amount) — число, определяющее, насколько сильно затемняются или осветляются участки изображения, находящиеся на границах контура. Выражается в процентах. Значение «100 процентов» означает, что разница в тоне на границе более светлого и более тёмного участков усилится в два раза. Параметр не влияет на размер возникающего светлого или тёмного ореола;
- «радиус» (radius) — число, влияющее на степень размытия копии изображения. От значения параметра зависит ширина зоны, в которой будет проявляться изменение тона. Меньший «радиус» используется для подчёркивания мелких деталей. Больший «радиус» может приводить к повреждению мелких деталей;
- «порог» (threshold) — число, определяющее минимальную разницу тона, при которой осуществляется нерезкое маскирование. Если изображение шумное или зернистое (содержит нежелательные детали), значение параметра увеличивают для предотвращения подчёркивания нежелательных деталей. Некоторые программы для обработки изображений позволяют устанавливать «эффект» отдельно для затемнения и осветления (эта возможность не реализована в программе Adobe Photoshop, но при необходимости может быть воспроизведена раздельным наложением двух слоёв обработанного нерезким маскированием изображения на оригинал в режимах осветления и затемнения с разной прозрачностью).

### Подбор правильных параметров нерезкого маскирования

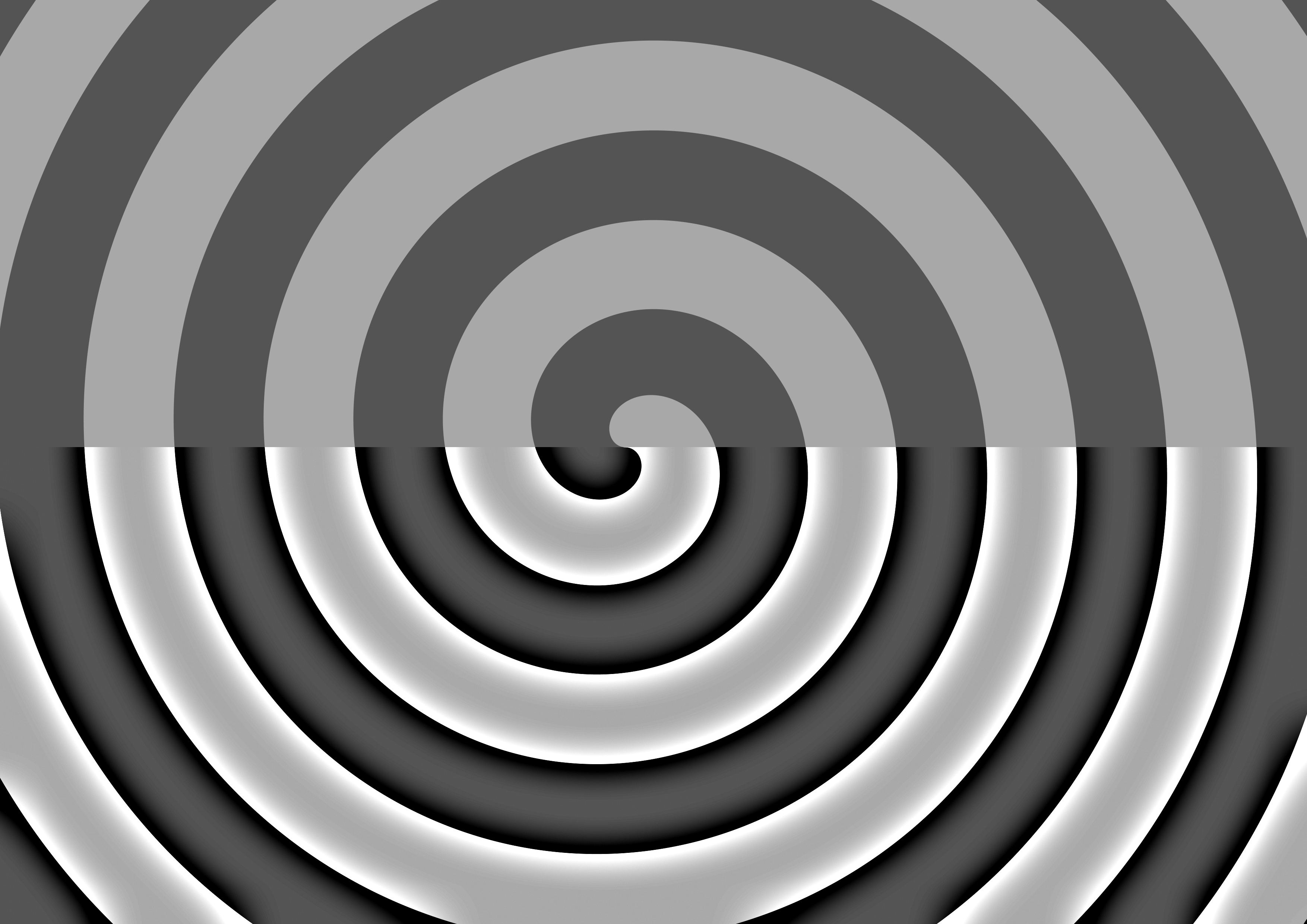
Оригинальное изображение (сверху) и изображение (снизу), полученное применением к оригинальному изображению нерезкого маскирования со следующими параметрами: «эффект» 3, «радиус» 50, «порог» 0. В результате применения нерезкого маскирования около границ тёмных и светлых участков тёмные участки стали темнее, а светлые — светлее

Подбор подходящих значений параметров «эффект», «радиус» и «порог» выполняется с учётом характера изображения и с учётом цели обработки изображения. Если в изображении много мелких деталей, «радиус» уменьшают; если объекты не столь мелкие, «радиус» можно увеличить. Величина «порога» зависит от наличия цифрового шума, зерна, положения при сканировании, артефактов сжатия. При значительном числе мелких нежелательных деталей «порог» имеет смысл увеличить. Значение параметра «эффект» выбирают, в первую очередь, от назначения обработки изображения. При подготовке изображения для типографской печати изображение может выглядеть перешарпленным (при 100-процентом отображении на экране компьютера), так как в печатном варианте будет мельче, а растрирование дополнительно уменьшит резкость. При подготовке изображения к публикации в интернете можно больше довериться визуальному впечатлению от полученного изображения.
Нерезкое маскирование следует производить при 100-процентном отображении. Иногда можно воспользоваться 50-процентым, но это требует опыта. Рекомендуется вначале установить параметр «эффект» равным максимальному значению и добиться правильных значений параметров «радиус» и «порог»; под «правильными» понимаются такие значения, при которых важные детали изображения не будут «разрушены» и лишние детали не будут «подчёркнуты». Затем можно настроить «эффект». Невозможно дать универсальную рекомендацию, подходящую для любого изображения.

### Воспроизведение эффекта нерезкого маскирования
Чтобы лучше понять механизм нерезкого маскирования, можно выполнить его, не применяя специальный фильтр. На примере программы Adobe Photoshop это делается следующим образом (аналогичные шаги могут быть выполнены и в других программах):
1. откройте необработанное изображение и сделайте копию фонового слоя три раза — получите слои «копия 1», «копия 2» и «копия 3»;
2. к слою «копия 3» примените фильтр «Gaussian blur» с произвольным радиусом, затем инвертируйте слой «копия 3»;
3. скопируйте слой «копия 3» — получите слой «копия 4»;
4. поместите слой «копия 3» между слоями «копия 1» и «копия 2»;
5. измените режим наложения слоя «копия 3» на «Color dodge», выполните слияние (merge) слоя «копия 3» со слоем «копия 1»;
6. измените режим наложения слоя «копия 4» на «Color burn», выполните слияние слоя «копия 4» со слоем «копия 2»;
7. для слоя «копия 1» установите режим наложения «Multiply», а для слоя «копия 2» — режим наложения «Screen».

В результате получится изображение, близкое к тому изображению, которое может быть получено применением к исходному изображению нерезкого маскирования с параметрами 100, 20, 0.

## Программная реализация
- ImageMagick. Команда для программы sh, при выполнении которой нерезкое маскирование будет применено ко всем файлам jpeg из текущей папки:

```
for
 
file
 
in
 
*.jpeg
;
 
do
 
convert
 
-unsharp
 
0
 
$file
 
$file
;
 
done

```

С помощью опции -unsharp 0 выбраны следующие параметры по умолчанию: «радиус» 0, sigma 1.0, gain 1.0, «порог» 0.05.